# 장타오 (바둑 기사)
장타오(중국어: 张涛, 1991년 3월 23일~)는 중국의 바둑 기사이다. 2004년 프로가 되었다. 중국기원 소속의 7단이다.

## 약력
- 2008년 3단 승단
- 2013년 제18회 LG배 32강, 제1회 낙양용문배 기성전 8강
- 2017년 CCTV배 우승